# Phyllochrysa huangi
Phyllochrysa huangi — викопний вид сітчастокрилих комах, який існував у крейдовому періоді (99 млн років тому).

## Назва
Родова назва Phyllochrysa складається з двох грецьких слів: phyllon — «листок», вказує на мімікрію личинки під листя моху, та chrysos — «золото», вказує на родинні зв'язки з сучасними золотоочками (Chrysopa). Вид P. huangi названо на честь Гуан Їрен, який пожертвував бурштин для досліджень.

## Опис
Личинка виду знайдена у шматку бірманського бурштину. Вона є прикладом досить незвичної мімікрії. Ззовні її важко відрізнити від пагонів печіночникових мохів, які часто трапляються у бурштині. Лише після ретельнішого обстеження можна помітити щелепи, антени та кінцівки . З черева стирчать плоскі вирости, що нагадують листочки печіночників. Зовнішній вигляд дорослої особини на разі неможливо встановити.